# Ictinogomphus kishori
Ictinogomphus kishori là loài chuồn chuồn trong họ Gomphidae. Loài này được Ram mô tả khoa học đầu tiên năm 1985.